# NGC 3755
NGC 3755 é uma galáxia espiral barrada (SBc/P) localizada na direcção da constelação de Ursa Major. Possui uma declinação de +36° 24' 37" e uma ascensão recta de 11 horas, 36 minutos e 33,2 segundos.
A galáxia NGC 3755 foi descoberta em 11 de Março de 1831 por John Herschel.